# Neil Simon Theatre

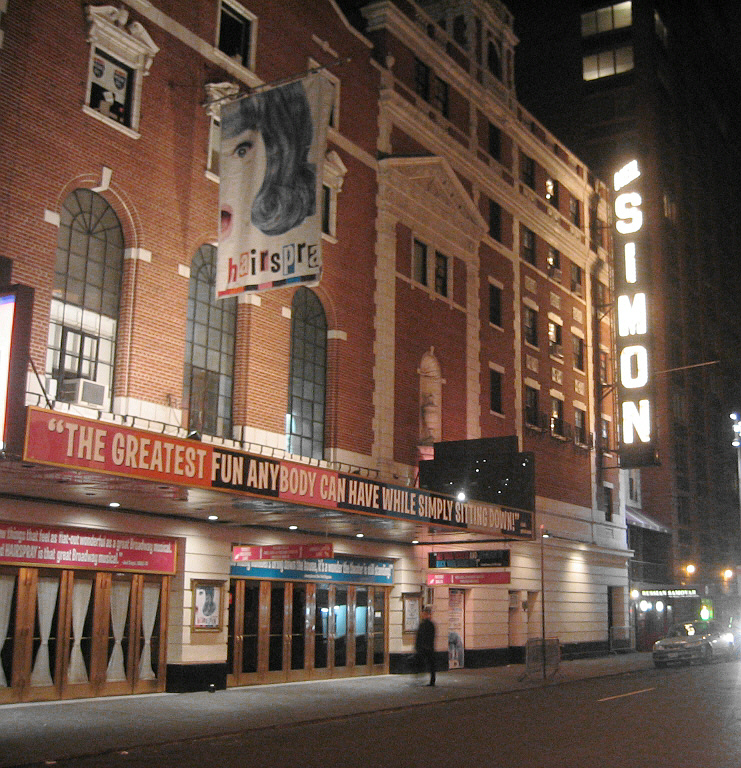
Neil Simon Theatre zur Zeit des Musicals Hairspray

Das Neil Simon Theatre (250 West 52nd Street), auch bekannt unter seinem ehemaligen Namen Alvin Theatre, ist ein Theatergebäude am New Yorker Broadway, das hauptsächlich für Musicalproduktionen genutzt wird. Das Theater liegt an der 52. Straße.

## Geschichte
Das vom Theaterarchitekten Herbert J. Krapp entworfene Gebäude eröffnete am 22. November 1927 als Alvin Theatre den Spielbetrieb. Als erstes Stück wurde das Musical Funny Face mit den Geschwistern Fred und Adele Astaire aufgeführt. In den 30er Jahren bis Mitte der 40er Jahre nutzte CBS das Theater neben dem regulären Theaterbetrieb als Radiostudio. 1935 feierte dort die Oper Porgy and Bess von George Gershwin seine Uraufführung. 1977 wurde das Theater von der Shubert Organization gekauft. 1983 wurde das Theater nach dem Dramatiker Neil Simon umbenannt. 2002 feierte das Musical Hairspray seine Uraufführung. Heute wird das Theater von der Nederlander Organization betrieben. Das Theater verfügt über 1445 Sitzplätze.

## Bekannte Schauspieler
Zahlreiche bekannte Schauspieler und Musiker sind im Neil Simon Theater aufgetreten oder haben im Orchester gespielt, dazu gehören neben Fred und Adele Astaire unter anderem auch Ethel Merman, Ginger Rogers, Benny Goodman, Glenn Miller, Gene Krupa, Helen Hayes, Vivian Vance, Gertrude Lawrence und Henry Fonda.

## Stücke (Auswahl)
- 1927: Funny Face
- 1934: Anything goes
- 1935: Porgy and Bess
- 1938: The Boys from Syracuse
- 1946: Joan of Lorraine
- 1960: West Side Story
- 1961: Irma la Douce
- 1977: Annie
- 1996: The King and I
- 1999: The Scarlet Pimpernel
- 2002: Hairspray
- 2009: Ragtime
- seit 11. März 2011: Musicalversion des Filmes Catch Me If You Can
- 2014: The Last Ship (29 Previews, 105 Aufführungen)[1]